# Diallylftalaat
Diallylftalaat of DAP (afgeleid uit het Engels: diallyl phtalate) is een organische verbinding met als brutoformule C14H14O4. De stof komt voor als een kleurloze en viskeuze vloeistof, die onoplosbaar is in water.

## Toepassingen
Diallylftalaat is een ftalaat (ester van ftaalzuur) en wordt voornamelijk gebruikt als cross-linked monomeer bij polymerisatiereacties. Het vormt een belangrijk onderdeel van polyester-harsen en is hitte-bestendig (een zogenaamde thermoharder). Bij een dergelijke polymerisatie verhoogt de viscositeit van de stof tot ze uiteindelijk een heldere, onbuigbare vaste stof wordt.
De polymeervorm van diallylftalaat wordt gebruikt bij de productie van laminaat en harsen en in verschillende elektronische apparaten, die bestand moeten zijn tegen hoge temperaturen en een hoge vochtigheidsgraad.

## Toxicologie en veiligheid
De stof kan gemakkelijk polymeriseren indien ze niet gestabiliseerd is, ook ten gevolge van verhitting of in aanwezigheid van een katalysator. Diallylftalaat vormt bij verbranding giftige koolstofoxiden (CO en CO2). De stof reageert met sterk oxiderende stoffen, zuren en basen.
De stof is irriterend voor de ogen en de huid. Inademing of inslikking van de vloeistof kan longoedeem veroorzaken. Bij langdurig of herhaald en intens contact kunnen er effecten op de lever optreden, met als gevolg weefselbeschadiging.